# Les Grands-Chézeaux
Les Grands-Chézeaux (tiếng Occitan: Lòs Seujaus) là một xã của tỉnh Haute-Vienne, thuộc vùng Nouvelle-Aquitaine, miền trung nước Pháp.